# Tony Mottola
Tony Mottola (Kearny, 1918. április 18. – Denville Township, 2004. augusztus 9.) amerikai dzsesszgitáros. Élete során több tucat szólóalbumot adott ki. A New Jersey állambeli Kearnyben született és Denville Township-ben halt meg.

## Pályakép
Eleinte Mottola bendzsózni tanult, de aztán gitározni kezdett. Az első gitárleckékeit édesapjától kapta. 1936-ban a George Hall vezette zenekarral turnézott, ezzel megkezdődött professzionális pályája. Első felvételei Carl Kress gitárossal készült duettek voltak.
1945-ben John Serry Sr. harmonikásszal dolgozott a „Leone Jump” lemez felvételén, amelyet zeneboxok játszottak szerte az Egyesült Államokban. Akkori szólólemeze, a „This Guy's in Love with You” 1968 nyarán a 22. helyet érte el a Billboard Top 40-ben. Mottola a második világháború utáni korszak egyik legtermékenyebb és legelismertebb stúdiózenésze folt.
Mottola gyakran dolgozott a televízióban, állandó szereplője volt Perry Como énekes és Sid Caesar humorista műsorában. Amellett az 1950-es évek „Danger” című sorozatának zenei vezetője volt.
1958 és 1972 között a Skitch Henderson a The Tonight Show Band tagja volt. Zenét komponált a „Two Childhoods” című tévédokumentumfilmhez, amely Hubert Humphrey alelnökről és James Baldwin íróról szólt. Ezért a  munkájáért Emmy-díjat kapott.
1980-ban Mottola Frank Sinatrával kezdett fellépni, gyakran duettekben is. Ekkor fellépett mind a Carnegie Hallban és a Fehér Házban.
1988-ban visszavonult a zeneipartól.

## Albumok
- Let's Put Out the Lights (1956)
- Mr. Big: Tony Mottola... Guitar (1959)
- Roman Guitar (1960)
- String Band Strum-Along (1961)
- Folk Songs (1961)
- Tony Mottola a Napoli (1963)
- Tony Mottola and His Orchestra (1963)
- Romantic Guitar (1963)
- Sentimental Guitar (1964)
- Guitar... Paris (1964)
- Spanish Guitar (1965)
- Love Songs Mexico S.A. (1965)
- Guitar U.S.A. (1966)
- Amor Mexico (1966)
- Heart & Soul (1966)
- Lush, Latin & Lovely (1967)
- Love Songs from Mexico (1967)
- Roma Oggi/Rome Today (1968)
- Warm, Wild and Wonderful (1968)
- Joins the Guitar Underground (1969)
- Hawaii Five-O (1969)
- Close to You (1970)
- Tony Mottola's Guitar Factory (1970)
- Warm Feelings (1971)
- Two Guitars for Two in Love (1972)
- Superstar Guitar (1972)
- Tony Mottola and the Quad Guitars (1973)
- Holiday Guitars (1974)
- Tony Mottola and the Brass Menagerie (1974)
- I Only Have Eyes for You (1975)
- Goin' Out of My Head (1979)
- Stardust (1980)
- All the Way (1983)

## Fordítás
Ez a szócikk részben vagy egészben  a   Tony Mottola című angol Wikipédia-szócikk ezen változatának fordításán alapul.  Az eredeti cikk szerkesztőit annak laptörténete sorolja fel. Ez a jelzés csupán a megfogalmazás eredetét és a szerzői jogokat jelzi, nem szolgál a cikkben szereplő információk forrásmegjelöléseként.